# Суо-Осіма
Суо́-О́сіма (яп. 周防大島, すおうおおしま) — японський острів, у західній частині Внутрішнього Японського моря, на південному сході префектури Ямаґуті. Знаходиться під управлінням містечка Суо-Осіма. Також відомий як Ясіродзіма (屋代島)
Площа острова — 138,17 км², населення — 20 413 мешканців (на 1 грудня 2007 року). Довжина берегової лінії становить 160 км. Найвища точка, гора Даке (嵩山) дорівнює 691 м над рівнем моря.
Суо-Осіма був важливим транспортним пунктом на шляхах Внутрішнього Японського моря. Він оспівується у давній японській збірці пісень «Манйосю».

## Галерея

Суо-Одзіма на карті префектури Ямаґуті
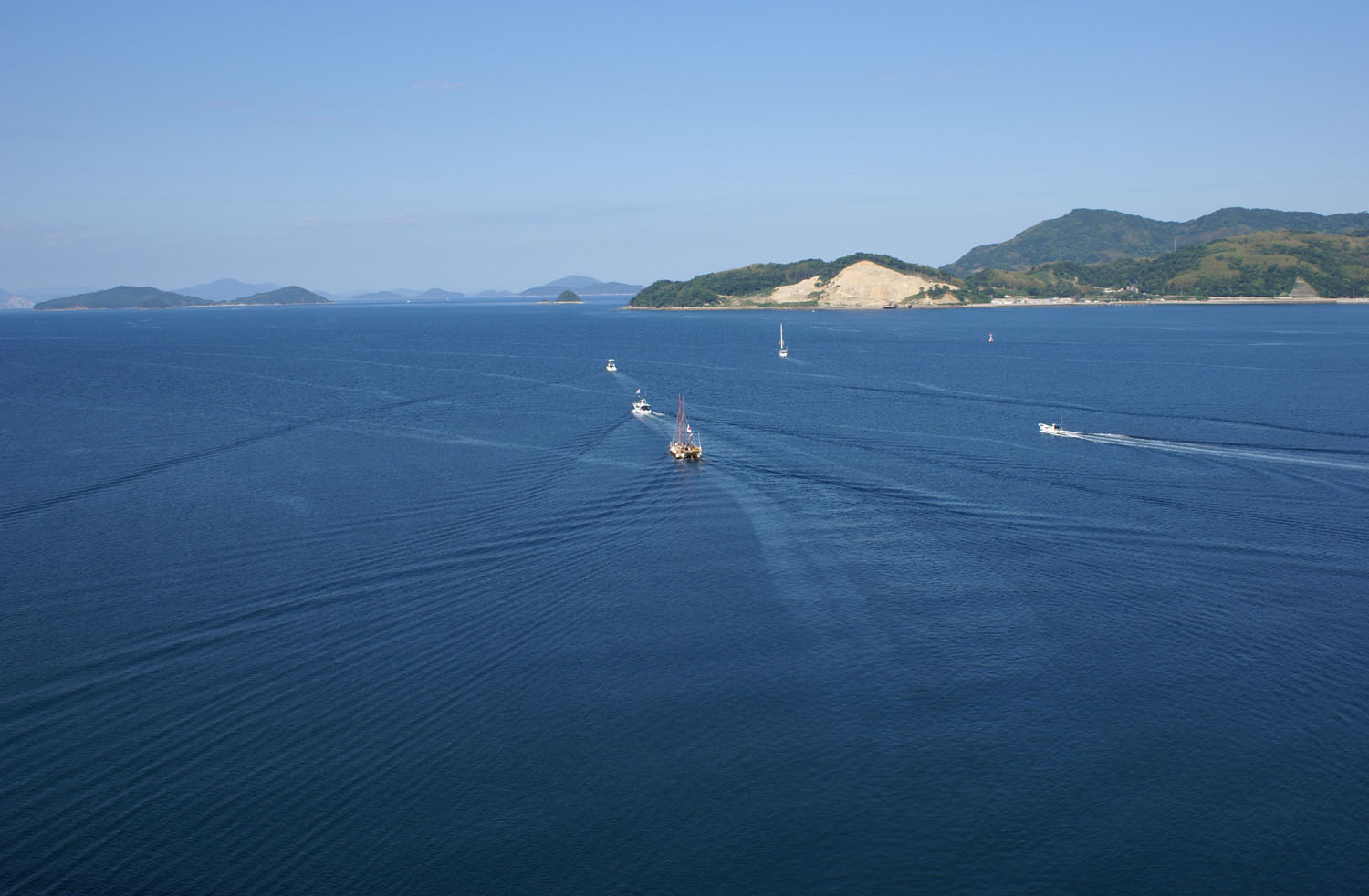
Суо-Осіма (праворуч)